# Ото Ернст Леополд фон Лимбург-Щирум
Ото Ернст Леополд фон Лимбург-Щирум (на немски: Otto Ernst Leopold von Limburg-Stirum) е немски генерал на императорската войска, имперски граф на Лимбург-Щирум-Бронкхорст и господар на Гемен и Раезфелд в Северен Рейн-Вестфалия.

## Биография
Роден е на 10 януари 1684 година в замък Гемен в Боркен. Той е син на генералфелдмаршал граф Херман Ото II фон Лимбург-Щирум, господар на Гемен и Раезфелд, губернатор на Буда (* 1 април 1646; † 8 юли 1704, убит в битка при Донаувьорт), и съпругата му графиня Шарлота Амалия фон Фелен и Меген (* 30 септември 1662; † 26 октомври 1727), дъщеря на граф Фердинанд Готфрид фон Фелен и Меген, фрайхер фон Раесфелд († 1685) и графиня София Елизабет фон Лимбург и Бронкхорст († 1685). Внук е на граф Адолф Ернст фон Лимбург-Щирум († 1657) и графиня Мария Изабела фон Велен/Фелен-Меген († 1692). Той има шест сестри.
Ото Ернст Леополд фон Лимбург-Щирум е камерпаж на императорския двор във Виена. През 1704 г. става по наследство господар на Гемен и започва военна кариера в имперската войска. Във Войната за испанското наследство, той се бие като конен офицер при обсадата на Торино.
През 1712 г. графът е императорски камерхер, от 1716 до 1732 г. той служи като обрист-лейтенант при „6. австрийско-турска война“, като участва през 1716 г. в битката при Петроварадин, а през 1717 г. при Белград. Като куриер той занася завладените турски знамена при Белград във Виена.
От 1724 той е полковник, а от 1732 г. таен съветник. През 1733 г. става генерал-вахтмайстер, 1735 г. фелдмаршал-лейтенант и командир на „драгонски регимент“. По това време той получава господството Раезфелд от майчиното му наследство. През 1734 и 1735 г. той се бие като офицер в „Полската война за трона“ под Евгений Савойски на Рейн.
През 1737 – 1739 г. Ото Ернст Леополд фон Лимбург-Щирум участва в „7. австрийско-турска война“. През 1739 г. става генерал на кавалерията и участва в нещастната битка при Гроцка. Същата година той е комендант на крепостта на Буда. Като такъв той умира там на 4 март 1754 година.

## Фамилия
Ото Ернст Леополд фон Лимбург-Щирум се жени на 3 август 1706 г. за графиня Амалия Анна Елизабет фон Шьонборн (* 7 април 1686; † 12 септември 1737), сестра на Дамиан Хуго Филип фон Шьонборн, кардинал, епископ на Шпайер и Констанц († 1743), дъщеря на граф Мелхиор Фридрих фон Шьонборн-Буххайм (1644 – 1644), държавен министър на Курфюрство Майнц, и фрайин Мария Анна София фон Бойнебург (1652 – 1726). Те имат децата:
- Фридрих Карл (* 1707; † 1709)
- Франц Карл (* 22 септември 1708; † 15 февруари 1709)
- Фридрих Карл фон Лимбург-Гемен (* 10 януари 1710; † 3 декември 1771, при Алтьотинг), граф, господар на Гемен (1743 – 1771)
- Шарлота Амалия Франциска (* 26 януари 1724; † 2 юли 1730)
- Дамиан Август Филип Карл фон Лимбург-Гемен-Щирум (* 16 март 1721; † 26 февруари 1797), княз епископ на Шпайер (1770 – 1797). Той има една незаконна дъщеря от Мария Йохана Фридерика фон Талмюлер († 4 септември 1777):
  - Текла Шмитц (* 30 март 1761, Кьолн; † 20 август 1827, Карлсруе), омъжена на 9 април 1783 г. във Виена за фрайхер Ернст Филип фон Зенсбург (* 1 юли 1752; † 3 юли 1832, Карлсруе)
- Мария Елизабет, омъжена за Карл Йохан Фридрих де Апати